# Hội chứng Pica

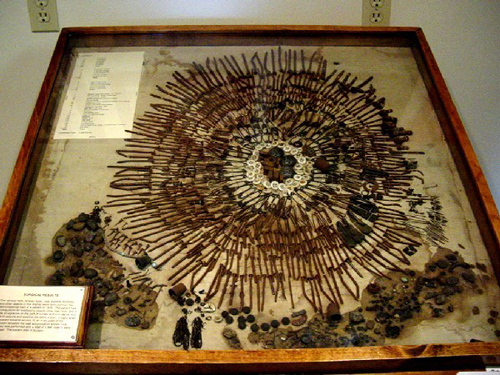
Đồ trong dạ dày của một bệnh nhân tâm thần mắc chứng Pica: 1.446 món bao gồm "453 chiếc đinh, 42 chiếc đinh vít, chốt an toàn, đầu thìa, và cúc áo, đồ đựng muối tiêu"

Hội chứng Pica là lặp đi lặp lại hoạt động ăn các đồ vật không phải là thực phẩm hay nói cách khác là sự thèm ăn đối với các chất không chứa nhiều chất dinh dưỡng. Phân loại thành các dạng như các chất sinh học như ăn tóc (Trichophagia), phân (Coprophagia) hay chất tự nhiên như băng tuyết, đất hoặc các chất hóa học khác (Được liệt kê ở dưới). Thuật ngữ này bắt nguồn từ từ tiếng Latinh Pica ("chim ác là"), từ khái niệm rằng chim ác là sẽ ăn hầu hết mọi thứ. Đây là chứng rối loạn ăn uống thường gặp nhất ở trẻ mắc chứng tự kỷ. Ở những người mắc chứng tự kỷ, hội chứng Pica thường gặp hơn ở những người bị khuyết tật trí tuệ so với những người có trí tuệ ở mức trung bình hoặc trên trung bình.
Theo tiêu chí Chẩn đoán và Thống kê về Rối loạn Tâm thần, Phiên bản thứ 5 (DSM-5), để những hành động này được coi là hội chứng Pica:
1. Chúng phải tồn tại hơn một tháng ở độ tuổi mà việc ăn những đồ vật đó được coi là không phù hợp về mặt phát triển
2. Không phải là một phần của thực hành có văn hóa và đủ nghiêm trọng để đảm bảo sự chú ý về mặt y tế.

Pica có thể dẫn đến nhiễm độc ở trẻ em, làm suy giảm sự phát triển cả về thể chất và tinh thần. Ngoài ra, nó có thể gây ra các trường hợp phẫu thuật khẩn cấp để giải quyết các tắc nghẽn đường ruột, cũng như các triệu chứng phức tạp hơn như thiếu hụt dinh dưỡng và nhiễm ký sinh trùng. Pica có liên quan đến các rối loạn tâm thần và cảm xúc khác. Các yếu tố gây căng thẳng như chấn thương tinh thần, thiếu thốn tình cảm của mẹ, các vấn đề gia đình, sự bỏ rơi của cha mẹ, mang thai và cấu trúc gia đình vô tổ chức có liên quan chặt chẽ đến sự xuất hiên Hội chứng Pica như một dạng an ủi.
Pica thường thấy nhất ở phụ nữ mang thai, trẻ nhỏ và những người có thể bị khuyết tật về phát triển như tự kỷ, v.v. Trẻ em ăn phải sơn thạch cao có chứa chì có thể bị tổn thương não do ngộ độc chì. Nguy cơ tương tự cũng xuất hiện từ việc ăn đất gần các con đường tồn tại trước khi loại bỏ tetraethyllead hoặc được phun dầu (để lắng bụi) bị ô nhiễm bởi chất độc PCBs hoặc dioxin. Ngoài ngộ độc, nguy cơ tắc nghẽn đường tiêu hóa hoặc rách dạ dày còn lớn hơn nhiều. Một nguy cơ khác khi ăn đất là ăn phải phân động vật và các ký sinh trùng kèm theo. Pica cũng có thể được tìm thấy ở động vật như chó và mèo.

## Dấu hiệu và triệu chứng
Pica là sự tiêu thụ các chất không có giá trị dinh dưỡng đáng kể như xà phòng, vách thạch cao hoặc sơn. Các loại thường bắt gặp:
- Acuphagia (Vật sắc nhọn)[9]
- Amylophagia (tinh bột lọc, như từ ngô)[10][11]
- Cautopyreiophagia (Diêm cháy)
- Coniophagia (Bụi)
- Coprophagia (Phân)
- Emetophagia (Chất nôn mửa)
- Geomelophagia (Khoai tây tươi)[10][12]
- Geophagia (đất, đất sét, phấn)
- Hyalophagia (thủy tinh)[13]
- Lithophagia (đá)[14]
- Metallophagia (kim loại)
- Mucophagia (Chất nhầy)
- Pagophagia (Băng)
- Plumbophagia (Chì)
- Trichophagia (Tóc, len, sợi khác)
- Urophagia (Nước tiểu)
- Hematophagia (vampirism) (máu)
- Xylophagia (gỗ, sãn phẩm từ gỗ như giấy)[15]
- Ngoài ra còn có: đầu lọc thuốc lá, băng dán, dây thun, muối, và các sản phẩm không phải thực phẩm khác

Hình thức ăn uống này nên kéo dài ít nhất một tháng để đáp ứng tiêu chuẩn chẩn đoán của Pica.

### Các biến chứng
Các biến chứng có thể xảy ra do chất tiêu thụ. Ví dụ, ngộ độc chì có thể do ăn phải sơn hoặc thạch cao ngâm sơn, bóng tóc có thể gây tắc ruột và nhiễm Toxoplasma hoặc Toxocara có thể sau khi ăn phải phân hoặc đất.

## Nguyên nhân gây bệnh
Theo DSM-5, sự thiếu hụt khoáng chất đôi khi liên quan đến Pica, nhưng các bất thường sinh học hiếm khi được tìm thấy. Những người mắc hội chứng Pica, chẳng hạn như Geophagy, Pagophagy và Amylophagy, có nhiều khả năng bị thiếu máu hoặc có nồng độ hemoglobin thấp trong máu, lượng hồng cầu (hematocrit) thấp hơn hoặc nồng độ kẽm trong huyết tương sẽ thấp hơn. Cụ thể, người bị Geophagy có nhiều khả năng bị thiếu máu hoặc lượng hemoglobin thấp. Còn Pagophagy và Amylophagy có liên quan nhiều hơn đến bệnh thiếu máu. Ngoài ra, trẻ em và phụ nữ mang thai có thể dễ bị thiếu máu hoặc huyết sắc tố thấp so với dân số chung. Gần đây hơn, các trường hợp Pica được gắn với hội chứng ám ảnh cưỡng chế, và một động thái đã phát sinh để xem xét OCD là nguyên nhân của Pica. Tuy nhiên, Pica hiện được công nhận là một chứng rối loạn tâm thần theo Sổ tay Chẩn đoán và Thống kê về Rối loạn Tâm thần (DSM-4) được sử dụng rộng rãi. Một số quan điểm về giác quan, sinh lý, văn hóa và tâm lý xã hội cũng đã được một số người sử dụng để giải thích nguyên nhân gây ra bệnh Pica. Các tình trạng sức khỏe tâm thần, chẳng hạn như rối loạn ám ảnh cưỡng chế (OCD) và tâm thần phân liệt, đã được đề xuất là nguyên nhân của chứng Pica.
Tuy nhiên, Pica cũng có thể là do văn hóa không liên quan đến sự thiếu hụt hoặc rối loạn. Việc ăn phải cao lanh (đất sét trắng) của phụ nữ Mỹ gốc Phi ở bang Georgia của Hoa Kỳ cho thấy thực tế ở đó có "hội chứng ràng buộc văn hóa" DSM-4 và "không có liên quan chọn lọc với các bệnh lý tâm thần khác". Việc tiêu thụ cao lanh tương tự cũng phổ biến ở các vùng của châu Phi. Những thực hành như vậy có thể xuất phát từ những lợi ích sức khỏe như khả năng đất sét hấp thụ chất độc thực vật và bảo vệ chống lại các alkaloid và axit tannic độc hại.

## Chẩn đoán
Không có xét nghiệm nào xác nhận Pica, nhưng vì Pica có thể xảy ra ở những người có mức dinh dưỡng thấp hơn bình thường và chế độ dinh dưỡng kém (suy dinh dưỡng), nhà cung cấp dịch vụ chăm sóc sức khỏe nên kiểm tra nồng độ sắt và kẽm trong máu. Hemoglobin cũng có thể được kiểm tra để kiểm tra tình trạng thiếu máu. Phải luôn luôn kiểm tra mức độ chì ở những trẻ em có thể đã ăn sơn hoặc đồ vật bị dính bụi sơn có chì. Nhà cung cấp dịch vụ chăm sóc sức khỏe nên kiểm tra sự lây nhiễm nếu bệnh nhân ăn phải đất hoặc chất thải động vật bị ô nhiễm.

### DSM-5
DSM-5 đưa ra bốn tiêu chí cần phải đáp ứng để một người được chẩn đoán mắc bệnh Pica:
1. Người đó phải ăn thực phẩm không có dinh dưỡng trong ít nhất một tháng.
2. Việc ăn uống này phải được coi là bất thường đối với giai đoạn phát triển của người đó.
3. Hành vi không phù hợp về mặt phát triển và không phải là hành vi được khuyến khích về mặt văn hóa.
4. Đối với những người hiện đang có tình trạng sức khỏe (ví dụ: mang thai) hoặc rối loạn tâm thần (ví dụ: rối loạn phổ tự kỷ), hành động ăn các thực phẩm không có dinh dưỡng chỉ nên được coi là Pica nếu nó nguy hiểm và cần điều tra y tế hoặc điều trị thêm về đầu những gì họ đã nhận được cho tình trạng sẵn có của họ.

### Chẩn đoán phân biệt
Ở những người mắc chứng tự kỷ, tâm thần phân liệt và một số rối loạn thể chất (chẳng hạn như hội chứng Kleine-Levin), có thể ăn các chất không phải là dinh dưỡng. Trong những trường hợp như vậy, Pica không nên được coi là một chẩn đoán bổ sung.

## Dịch tễ học
Khó xác định tỷ lệ mắc bệnh Pica do sự khác biệt về định nghĩa và sự miễn cưỡng của bệnh nhân thừa nhận cảm giác thèm ăn và tiêu hóa bất thường, do đó dẫn đến tỷ lệ hiện mắc bệnh Pica trong các nhóm có nguy cơ nằm trong khoảng 8% đến 65% dựa trên một số nghiên cứu. Dựa trên dữ liệu tự báo cáo và phỏng vấn tổng hợp của phụ nữ mang thai và sau sinh, bệnh Pica phổ biến nhất về mặt địa lý ở Châu Phi, với tỷ lệ hiện mắc ước tính là 44,8%, tiếp theo là Bắc và Nam Mỹ (23,0%) và Âu-Á (17,5%). Các yếu tố liên quan đến Pica trong nhóm dân số này được xác định là thiếu máu và trình độ học vấn thấp, cả hai đều liên quan đến nền tảng kinh tế xã hội thấp. Hai nghiên cứu về người lớn bị khuyết tật trí tuệ sống trong các cơ sở giáo dục cho thấy 21,8% và 25,8% trong số những nhóm này bị Pica.
Tỷ lệ hiện mắc ở trẻ em chưa được biết rõ. Trẻ nhỏ thường cho vào miệng những chất không bổ dưỡng. Hoạt động này xảy ra ở 75% trẻ sơ sinh 12 tháng tuổi và 15% trẻ em từ hai đến ba tuổi.
Ở trẻ em khuyết tật tâm thần được thể chế hóa, pica xảy ra với tỷ lệ 10–33%.

## Hậu quả
Bệnh Pica rất nguy hiểm khi người bệnh ăn nhầm những thứ có độc, có chứa khí gas, phân động vật có ký sinh trùng sẽ dẫn đến chảy máu dạ dày và tỉ lệ tử vong rất cao.
Những người mắc phải, thường ăn đất đá,  sỏi, dẫn đến nguy cơ bị thiếu máu, có nồng độ hemoglobin trong máu thấp.  Cụ thể, thực hành đất thoa có nhiều khả năng liên quan với thiếu máu hoặc hemoglobin thấp. Ngoài ra, trẻ em hoặc phụ nữ mang thai khi mắc phải Pica có nguy cơ bị thiếu máu hoặc có lượng hemoglobin thấp so với dân số nói chung.